# Henri Lebert

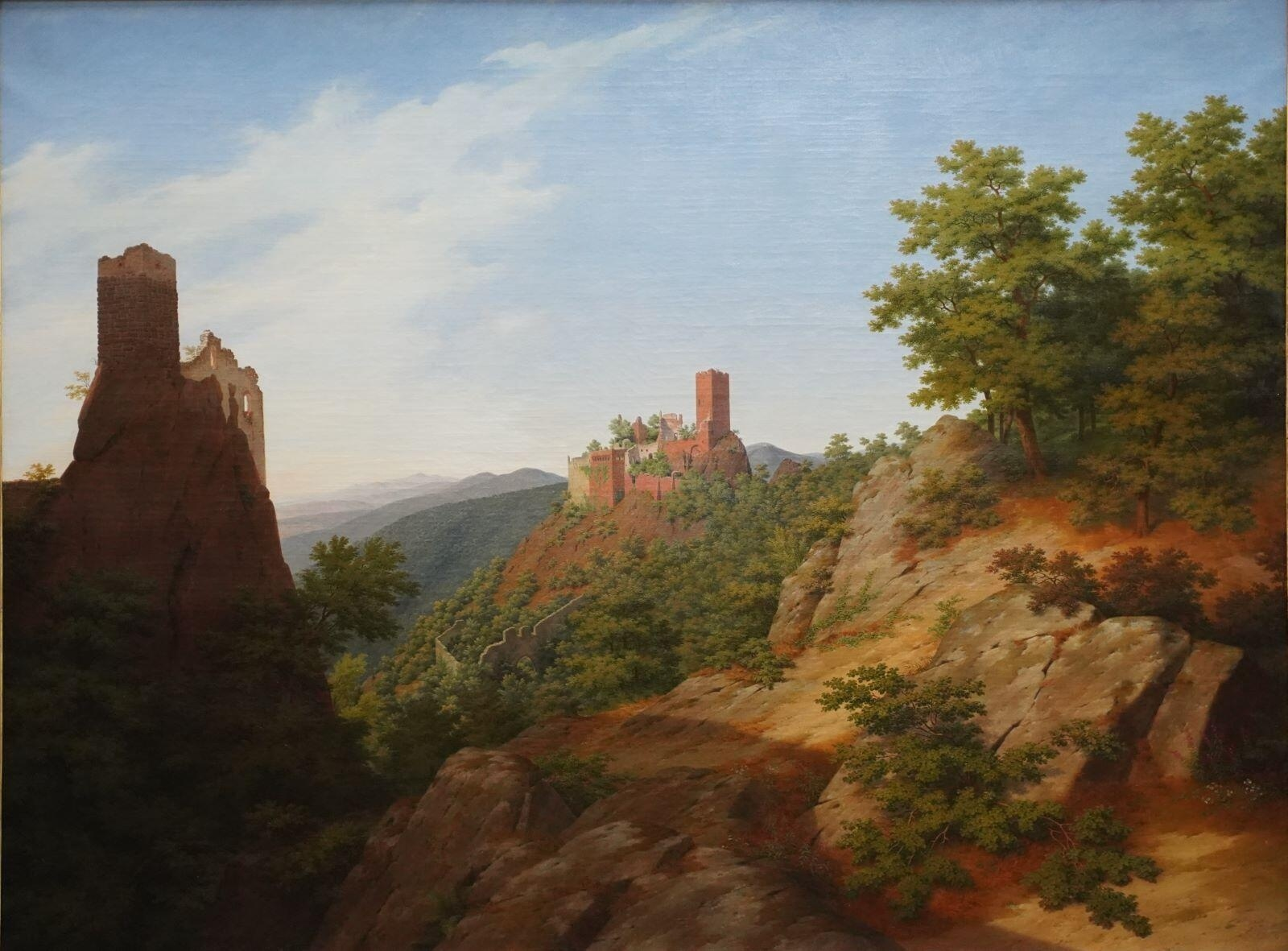
Romantische Landschaft mit den Burgen Girsberg und St. Ulrich, um 1838.

Antoine Henri Lebert, deutsch: Heinrich Lebert, (* 19. November 1794 in Thann; † 27. September 1862 in Colmar) war ein elsässischer Maler, Zeichner und Textilmaler der Romantik.

## Leben
Lebert wuchs in Thann in den Vogesen auf und absolvierte in der Stoffdruckerei-Manufaktur Hartmann im Städtchen Münster eine Ausbildung zum Textilgestalter. Danach ließ er sich in Colmar, dem kulturellen Zentrum der Region, nieder. Dort wandte sich autodidaktisch der Stillleben- und Landschaftsmalerei zu und ließ sich von der deutschen Romantik inspirieren. Seine Motive fand er primär in der Mittelgebirgslandschaft der Vogesen und ihren Burgen, zum Beispiel die Burg Kaysersberg, Burg Hohlandsberg oder die Hohkönigsburg.

## Galerie

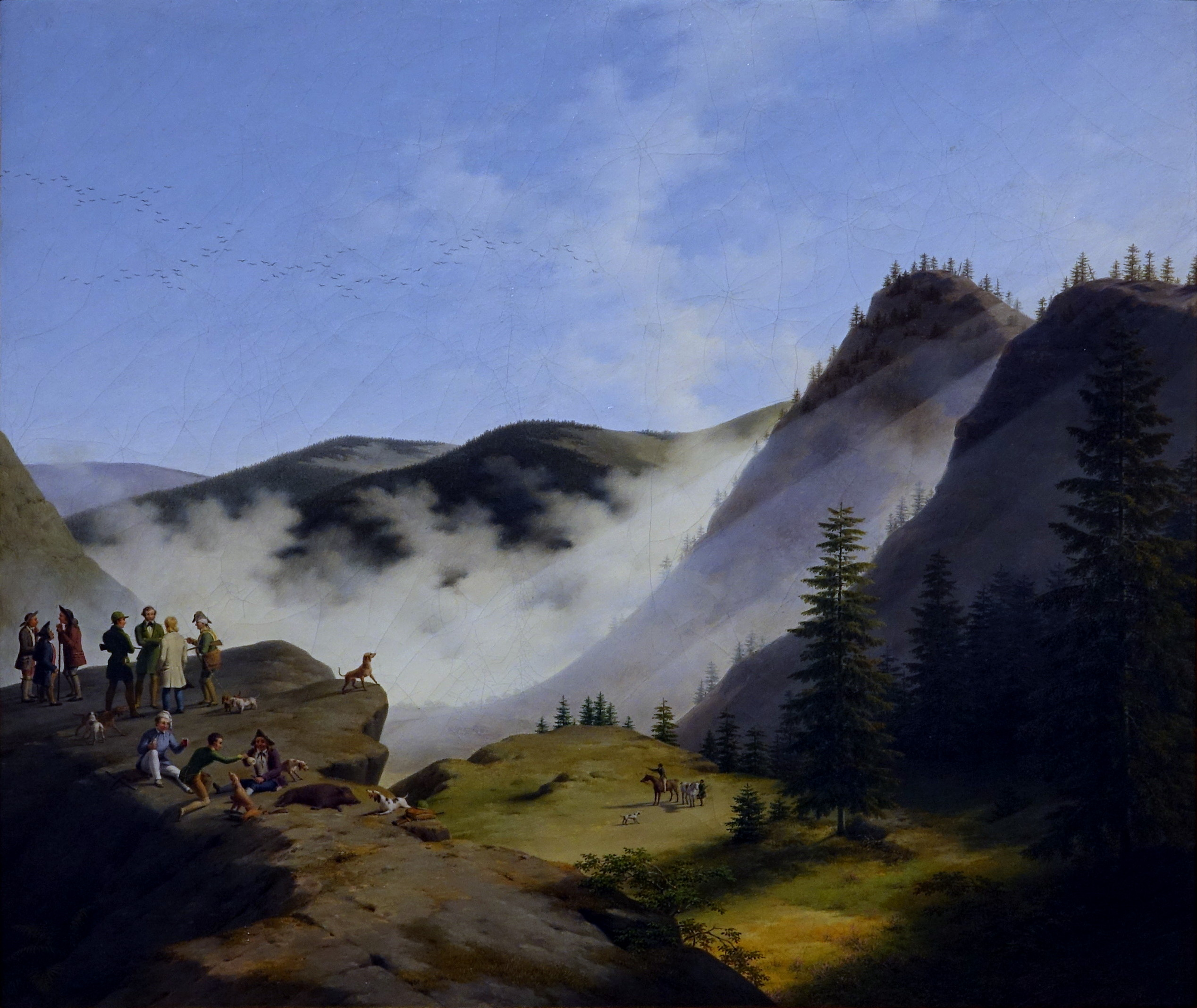
Jagdgesellschaft in den Vogesen, um 1828.
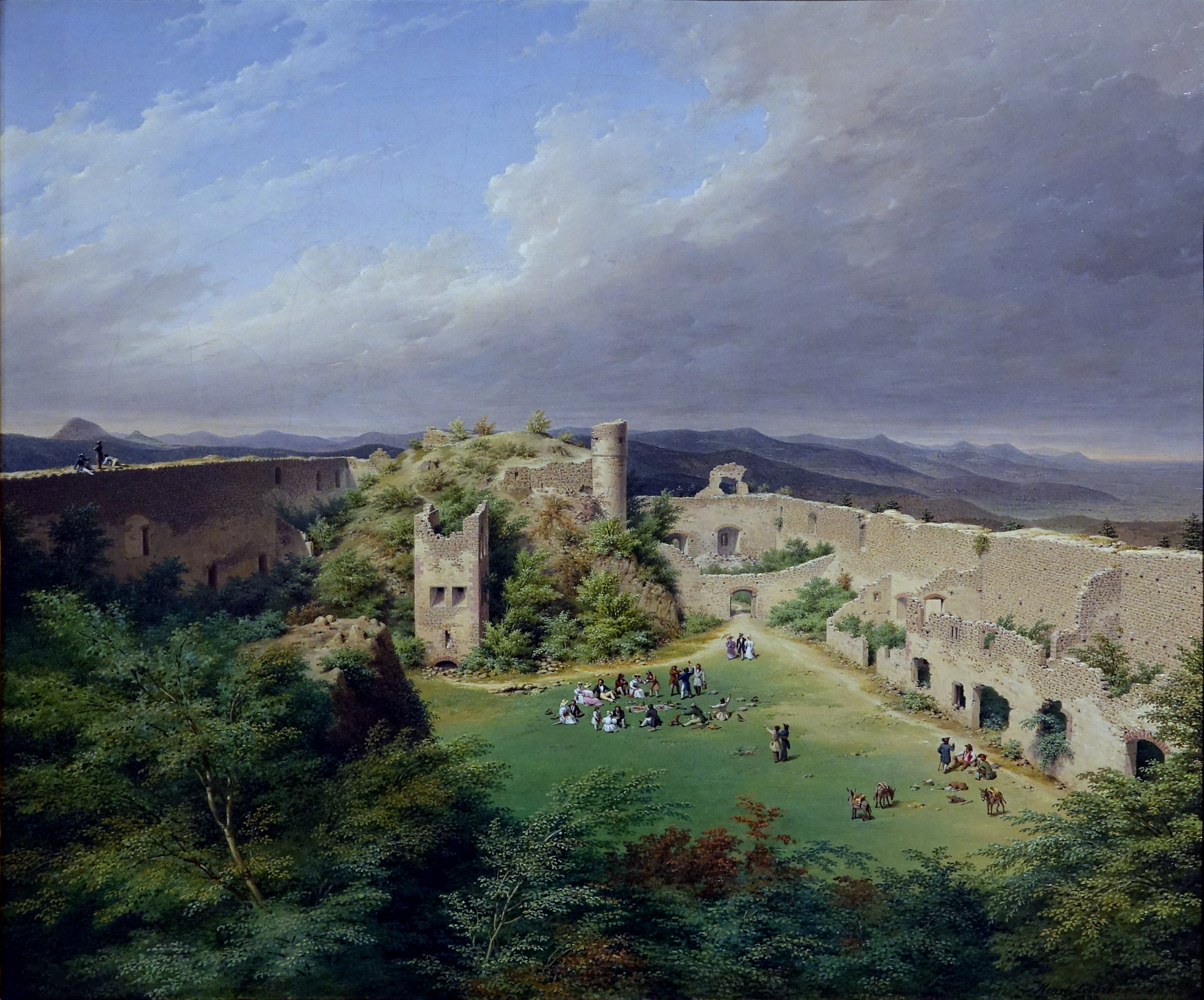
Blick von der Burg Hohlandsberg, 1833.
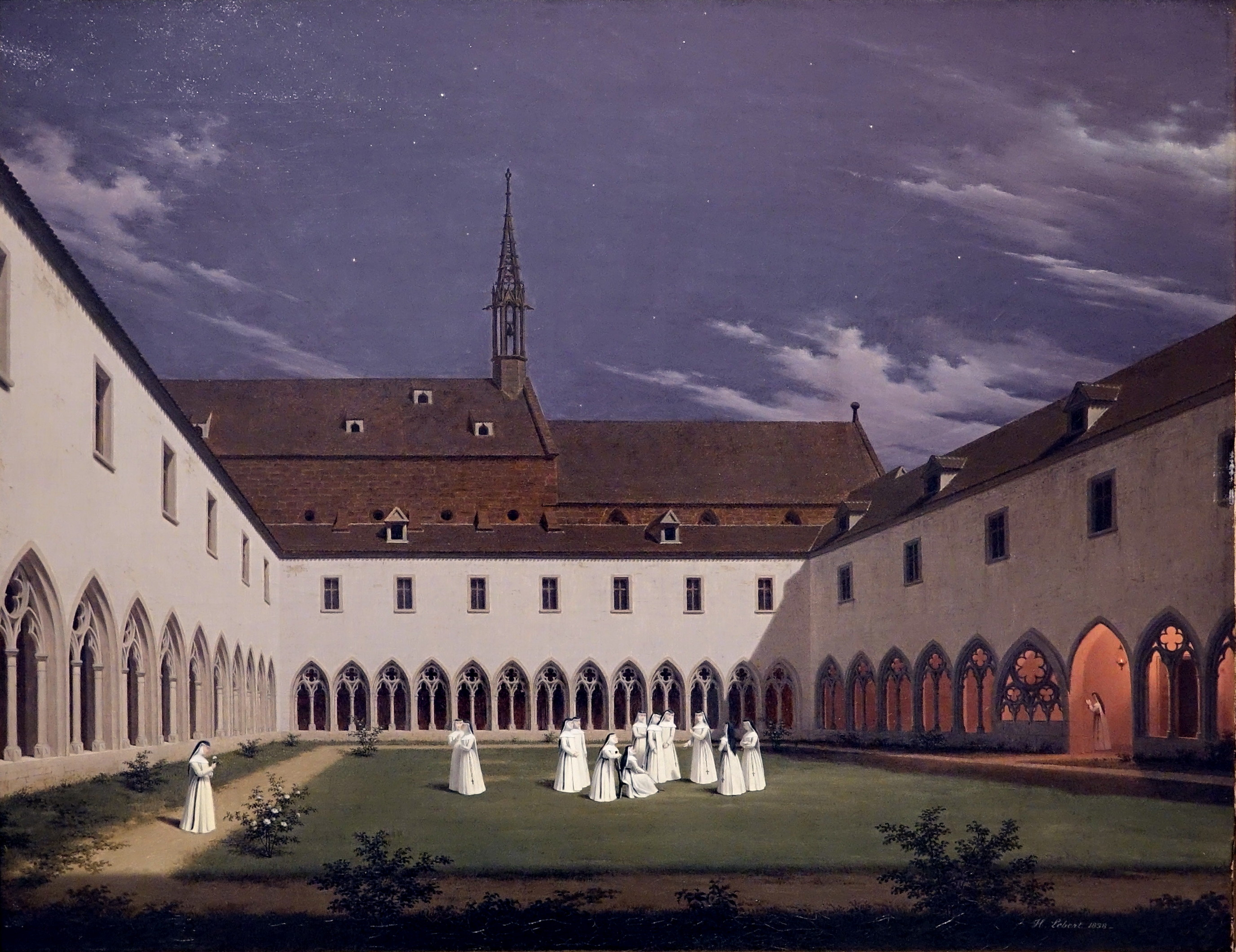
Der Kreuzgang des Klosters Unterlinden in Colmar, 1838.